# Sociedade das Cinco Armas
Sociedade das Cinco Armas (Five Weapons Society no original em inglês) é uma organização fictícia que aparece nas histórias em quadrinhos americanas publicadas pela Marvel Comics. A Sociedade das Cinco Armas foi uma organização criada pelos irmãos Zheng Yi e Zheng Zu para defender a China durante a Dinastia Qing, após a morte de Yi, a sociedade se tornou uma organização criminosa, usando nomes como Ordem Celestial dr Si-Fan e Ordem Celestial Ordem de Hai-Dai.
A organização estreou em Special Marvel Edition #15 (dezembro de 1973) na Era de Bronze dos quadrinhos, sob o nome de Ordem Celestial de Si-Fan, a organização do Dr. Fu Manchu, criada pelo escritor Sax Rohmer, Fu Manchu foi adaptado como pai de Shang-Chi, um herói criado por Steve Englehart e Jim Starlin.

## Histórico da Publicação
No início da década de 1970, o roteirista Steve Englehart e o desenhista Jim Starlin tiveram a ideia de adaptar a série de TV Kung Fu, estrelada por David Carradine, a Marvel não conseguiu a autorização da Time Warner, uma vez que, desde 1969 é dona de sua principal concorrente, a DC Comics, Engelhart e Starlin não estavam interessados em seu tom, acreditando que a popularidade do show e do gênero de artes marciais desapareceria rapidamente. A dupla então abordou a Marvel Comics com a ideia de criar um quadrinho original focado no kung fu, por intermédio de Roy Thomas, a editora adquiriu a licença de uso de Fu Manchu, um vilão da literatura pulp criado por Sax Rohmer. Embora ele próprio fosse um personagem original, muitos dos personagens coadjuvantes de Shang-Chi (mais notavelmente Fu Manchu, Sir Denis Nayland Smith, Dr. James Petrie e Fah Lo Suee e a organização Si-Fan) foram criações de Rohmer.
Fu Manchu e o Si-Fan aparecem pela primeira vez em Special Marvel Edition #15 (Dezembro de 1973) por Steve Englehart e Jim Starlin, na edição 17 (abril de 1974) o título foi mudado para The Hands of Shang-Chi: Master of Kung Fu.
Nos romances de Rohmer, os Si-Fan eram uma organização criminosa internacional que Fu Manchu liderou como parte de seus planos para dominar o mundo. Nos quadrinhos, o Si-Fan manteve o mesmo papel dos romances e muitas vezes foi retratado como um clã ninja semelhante ao Tentáculo.
Depois que a licença da Marvel dos livros de Sax Rohmer expirou, Master of Kung Fu foi cancelada em 1983. Apesar das edições subsequentes, mencionando personagens dos romances de forma criptográfica ou totalmente eliminada, o Si-Fan ainda manteve seu nome original em suas aparições. Em Secret Avengers # 6-10, o escritor Ed Brubaker oficialmente contornou toda a questão através de um enredo onde um grupo desonesto de agentes de S.H.I.E.L.D. ressuscitaram uma versão zumbificada de Fu Manchu apenas para descobrir que "Fu Manchu" era apenas um pseudônimo; que o pai de Shang-Chi era realmente Zheng Zu, um antigo feiticeiro chinês que descobriu o segredo da imortalidade, enquanto o Si-Fan é referido como Hai-Dai.
Na minissérie Shang-Chi de 2020, o roteirista Gene Luen Yang fez uma revisão completa dos mitos de Shang-Chi ao apresentar a Sociedade das Cinco Armas, o verdadeiro nome da organização de seu pai,  já foi uma sociedade secreta heróica que se tornou uma organização criminosa e que o Si-Fan e o Hai-Dai foram pseudônimos pelos quais a Sociedade passou ao longo de sua história. Consternado com as representações orientalistas da organização do pai de Shang-Chi nos quadrinhos originais, Yang trabalhou para trazer um retrato autêntico da cultura chinesa com a Sociedade das Cinco Armas, descrevendo-os como um culto "congelado no tempo" da Dinastia Qing e isolada da China moderna. Yang baseou as Cinco Casas da Sociedade nos cinco elementos da cultura oriental, com: Fogo (Mão Mortal), Água (Adaga Mortal), Madeira (Bastão Mortal), Metal (Sabre Mortal) e Terra (Martelo Mortal). Shang-Chi sendo o Campeão da Casa da Mão Mortal é uma referência às revistas As Mãos de The Hands of Shang-Chi: Master of Kung Fu e Deadly Hands of Kung Fu. Yang encerrou a minissérie com Shang-Chi assumindo a organização de seu pai, prometendo devolvê-la às suas raízes heróicas.

## Histórico ficcional

### Origens
A Sociedade das Cinco Armas foi criada durante a Dinastia Qing para proteger a China pelos Irmãos Feiticeiros Zheng Zu e Zheng Yi e seus cinco discípulos, os Guerreiros Mortais. Zu baseou os nomes dos Guerreiros Mortais e a estrutura da Sociedade nas Cinco de Armas Celestiais de Ta-Lo: Um Martelo (Martelo), Duas Espadas (Sabre), Nove Adagas (Adaga), Três Bastões (Cajado) e Dez Anéis (Mão).
Em uma dessas missões, os Irmãos Feiticeiros e os Guerreiros Mortais protegeram a cidade de Tianjin de Fin Fang Foom. O Ancião, um amigo feiticeiro, forneceu aos irmãos os Olhos do Dragão, um par de pedras que garantiam longevidade e vigor enquanto exigiam o sacrifício de outro. Em 1860, os irmãos envelheceram décadas além de sua expectativa de vida natural por meio do uso de feitiços de longevidade e sobreviveram aos Guerreiros Mortais originais, mas ficaram mais fracos como resultado. Durante a Segunda Guerra do Ópio, a Sociedade lutou contra as forças britânicas, mas foi derrotada por Dormammu e os Mindless Ones convocados pelo feiticeiro britânico Baron Harkness, resultando na morte dos Guerreiros Mortais da época. Zu tentou usar os Olhos do Dragão para salvar Yi mortalmente ferido ao custo de sua própria vida, mas não querendo governar a Sociedade sozinho, Yi reverteu o feitiço, concedendo a Zu a imortalidade e restaurando sua juventude, dando-lhe o poder de derrotar as forças britânicas combinadas. Após a morte de seu irmão e dos Guerreiros Mortais, Zu liderou a Sociedade sozinho, estabelecendo cinco casas em sua homenagem. Sem a orientação de seu irmão, Zu tornou-se cada vez mais amargo e implacável. Depois de perder uma das casas durante a Rebelião dos Boxers, Zu renunciou a seu país e seguidores por sua aparente fraqueza e mentiu sobre a morte de seu irmão, alegando que o matou por ser fraco também e roubou sua energia espiritual para aumentar a sua. Posteriormente, Zu transferiu quatro das cinco casas da Sociedade para países estrangeiros dentro da Aliança das Oito Nações para monitorar aqueles que lutaram contra a China e a Sociedade durante o conflito. Apenas a Casa da Mão Mortal permaneceria na China, que também serviria como seu retiro pessoal e base de operações.
Nos anos seguintes, cada uma das cinco Casas foi complementada com dezenas de Guerreiros, com os melhores sendo nomeados o Campeão de sua casa. Vários dos filhos de Zu seriam criados em cada uma das Casas, com cinco deles emergindo como Campeões. Zu transformou a Sociedade em um império criminoso, adotando o apelido de Fu Manchu e renomeando a Sociedade como a ordem Celestial de Si-Fan. Apesar da mudança dos tempos, a Sociedade manteve a imagem que tinha durante a Dinastia Qing, com todos os seus membros ainda vestindo roupas da época até o século XXI. Os membros que foram criados dentro dos limites da Sociedade tiveram pouca ou nenhuma exposição à cultura moderna, incluindo os filhos de Zu. Até o momento, o Si-Fan havia feito conexões com organizações como Triades na Ásia e Tongs nos Estados Unidos.

### Ordem Celestial de Si-Fan
O filho de Fu Manchu, Shang-Chi, foi criado desde a infância para ser o comandante supremo da Sociedade. Durante sua educação, Shang-Chi não sabia o verdadeiro nome ou objetivos do Si-Fan, nem o fato de que era o Campeão designado da Casa da Mão Mortal. Depois de descobrir a natureza maligna de seu pai, Shang-Chi desertou do Si-Fan, iniciando um conflito de anos com o império criminoso de seu pai. A meia-irmã de Shang-Chi, Fah Lo Suee, ganha o controle sobre sua própria facção dos Si-Fan de seu pai, mas falha em cooptar Shang-Chi em seus próprios esquemas para usurpar o império criminoso de seu pai. Em um ponto, Fu Manchu une o Si-Fan com vários grupos como Dacoits, Thugees, Cavaleiros Templários e Hashashins em uma única organização chamada Ordem da Autora Dourada. A tentativa da Aurora Dourada de iniciar a Terceira Guerra Mundial é frustrada por Shang-Chi e seus aliados. Tornou-se um líder tong usando o nome de Wang Yu-Seng.
Após a aparente morte de Fu Manchu, seu império criminoso se dividiu em facções: Clã do Dragão Dormente (liderado por Chiang Kai-Dong), Grupo Lótus de Aço (lliderado por Hsien Ming-Ho), Máfia do Tigre Selvagem (lliderado por Deng Ling-Xiao) e o Sindicato da Serpente (lliderado por Mao Liu-Cho). Sob o nome de Lótus Amaldiçoada, Fah Lo Suee se juntou a Deng Ling-Xiao e a Máfia do Tigre Selvagem e comercializou uma nova droga chamada Wild Tiger. Shang-Chi nunca descobre o envolvimento de sua meia-irmã.
O Rei do Crime assume o controle de sua própria facção do Si-Fan em Hong Kong e fornece a eles recursos cibernéticos. Shang-Chi une forças com os X-Men e Elektra Natchios contra o Si-Fan e o Rei do Crime.
Fu Manchu eventualmente ressurge e emprega Zaran (Zhou Man She) para recuperar um produto químico da I.M.A. e mais tarde o instruiu a matar Shang-Chi para ele. Ele enviou seus dacoits para ajudar Zaran contra Shang-Chi e os Paladinos Marvel. Embora eles tenham conseguido destruir o prédio em que Shang-Chi estava, Zaran não conseguiu matá-lo. Mais tarde retoma o controle do Si-Fan, mas sua trama para implantar sua a arma Fogo Infernal é frustrada mais uma vez por seu filho e seus aliados, na época era conhecido como Conde de Saint Germain ou Fantasma.

### Ordem Celestial de Hai-Dai
Algum tempo depois da próxima morte de Fu Manchu, Steve Rogers rastreia Shang-Chi depois que o Conselho das Sombras ressuscita o pai de Shang-Chi e emprega o Si-Fan, agora chamado de Ordem Celestial de Hai-Dai, para capturar Shang-Chi. Shang-Chi descobre com os Vingadores Secretos a verdadeira identidade de seu pai é Zheng Zu. Shang-Chi acaba sendo capturado pelo Hai-Dai e levado ao Conselho das Sombras e Zu, que planeja sacrificar Shang-Chi com os Olhos do Dragão para completar sua ressurreição. O Shadow Council e Zu são frustrados quando o Príncipe dos Órfãos interrompe o ritual e mata Zu, resultando em sua morte permanente.
A revelação da verdadeira identidade de Zu resulta na revelação daverdadeira identidade de Fah Lo Suee, Zheng Bao Yu. Agora com controle total do Hai-Dai, Bao Yu retoma o experimento há muito esquecido de seu pai de bioengenharia de ovos de ninhada como armas, que usa para realizar ataques na Chinatown de Nova York. A trama é descoberta por Misty Knight e Annabelle Riggs dos Fearless Defenders com a ajuda de Elsa Bloodstone; os três rastreiam Bao Yu e os assassinos e cientistas Hai-Dai até um laboratório subterrâneo. Com a ajuda de No-Name of the Brood, os Fearless Defenders derrotam o Hai-Dai e destroem os experimentos, forçando Bao Yu a se teletransportar para longe de seu covil.

### Shang-Chi, o comandante supremo
Após a morte de Zu nas mãos do Príncipe dos Órfãos, a liderança da Sociedade das Cinco Armas passa para um de seus filhos, o Irmão Bastão, que muda os objetivos da Sociedade para ganhos monetários, incluindo tráfico de drogas. Insatisfeita com essa direção, a filha de Zu, a irmã Hammer, usurpa o controle da Sociedade da equipe. Apesar do espírito de Zheng Zu nomear Shang-Chi como seu sucessor, a Irmã Martelo se autodenomina Comandante Supremo da Sociedade. Enquanto os Os Guerreiros do Bastão Mortal e do Martelo Martelo juram lealdade a ela, os campeões da casa restantes, Irmão Sabre e Irmã Adaga, procuram Shang-Chi para que ele recupere seu lugar de direito como governante legítimo. Os dois contam a ele sobre o verdadeiro nome e a história da Sociedade e seu papel como o Campeão. Para reforçar suas forças, Martelo revive os experimentos de seu pai com jiangshis, eventualmente levantando um exército de mortos-vivos para atacar Londres. Com os esforços combinados de Shang-Chi, os membros leais da Sociedade e Leiko Wu, o exército jiangshi foi destruído e Martelo foge da Sociedade. Shang-Chi é posteriormente nomeado Comandante Supremo e jura devolver a Sociedade às suas raízes mais nobres.
Como o novo Comandante Supremo, Shang-Chi trabalha diligentemente para desfazer a influência maligna de Zheng Zu sobre a Sociedade, incluindo o fechamento de uma quadrilha de drogas desonesta ainda leal a seu pai na cidade de Nova York. Quando um Cubo Cósmico está em leilão em Macau, Shang-Chi e o irmão Sabre comparecem ao leilão como representantes da Sociedade para evitar que o Cubo seja comprado por outras organizações criminosas presentes. Devido ao desaparecimento da Casa da Mão Mortal original após a morte de Zheng Zu, Shang-Chi construiu uma nova Casa da Mão Mortal em Chinatown, Nova York, que também serve como sede principal da Sociedade. Shang-Chi também é capaz de convencer sua meia-irmã mutante exilada, Zheng Zhilan, a se juntar à Sociedade como a nova campeã da Casa do Bastão Mortal. Apesar dos esforços de Shang-Chi para reformar a Sociedade, vários de seus aliados super-heróis ficaram desconfiados de seu envolvimento com o império criminoso de seu pai. Depois que o Cubo Cósmico Shang-Chi adquirido de Macau e dado ao Capitão América foi revelado como uma farsa, os Vingadores se convenceram de que Shang-Chi abraçou os maus caminhos de seu pai. Os Vingadores, o Homem-Aranha e o Senhor Fantástico confrontam Shang-Chi, levando a uma batalha com a Sociedade. Quando foi revelado que o irmão Sabre havia roubado o cubo sem o conhecimento de Shang-Chi, Shang-Chi o entrega aos Vingadores e devolve o cubo.
Sem o conhecimento de Shang-Chi, vários inimigos que Shang-Chi fez sob a reformada Sociedade das Cinco Armas são recrutados pelo Chefe de Clã Xin, que guarda rancor de Zheng Zu e sua linhagem desde que Zu tentou roubar armas sagradas de Ta-Lo para reforçar a Sociedade. no passado. Acreditando que Shang-Chi é tão corrupto quanto seu pai, Xin despacha seus aliados para assassinar seu neto, mas é impedido pela Sociedade. No entanto, Xin recorre ao sequestro de sua filha e da mãe de Shang-Chi, Jiang Li. Quando Shang-Chi se mostra impossível de derrotar em combate, Xin recorre à criação de vários taotie para destruir qualquer um que possua a linhagem Zheng, forçando Shang-Chi a resgatar o irmão Sabre e a irmã Martelo dos ataques de Xin e os convida de volta à Sociedade. A Sociedade constrói um portal conectando a Casa da Mão Mortal a Ta-Lo, que Shang-Chi e os Campeões da Casa levam para resgatar Jiang Li e parar Xin. Jiang Li conseguiu escapar de sua prisão e fugiu para a Casa da Mão Mortal para avisar a Sociedade sobre um ataque dos Cavaleiros Qilin de Xin, que estão com máscaras taotie. A Sociedade então se envolve em uma batalha com os Domadores de Qilin para defender seu quartel-general. Os Domadores eventualmente se juntam a Xin, usando sua própria máscara e possuindo seis dos Dez Anéis. Shang-Chi e seus irmãos chegam com os quatro anéis restantes, mas Xin consegue reivindicá-los de Shang-Chi e ordena que seus homens ataquem a cidade de Nova York. Shang-Chi cede aos seus desejos sombrios de recuperar os Dez Anéis, que liberam todo o seu potencial, mas também dão a ele a aparência e a personalidade de Zheng Zu. Shang-Chi é capaz de derrotar facilmente Xin e os Cavaleiros Qilin com os Dez Anéis, mas quase executa Xin até que sua família intervém, trazendo-o de volta aos seus sentidos. A Sociedade das Cinco Armas repara os danos causados à cidade e cuida dos civis feridos, que revelam sua existência e a liderança de Shang-Chi ao público, mas os elogiam como heróis, reparando o relacionamento de Shang-Chi com os Vingadores.
Vários membros da Sociedade descontentes com o governo de Shang-Chi recuperam os restos mortais de Zheng Zu e tentam usá-los como parte de um ritual para convocar uma versão mais jovem de Zheng Zu do passado para assumir o controle da Sociedade. O ritual é frustrado por Shang-Chi e os Campeões da Casa, mas Shang-Chi é temporariamente enviado de volta no tempo para a Primeira Guerra do Ópio, onde encontra versões mais jovens de Zheng Zu e Zheng Yi e os Guerreiros Mortais daquela época.

## Outras versões

### Earth-79816
Shang-Chi acredita que seu Zheng Zu é um benfeitor, se mostra leal a Zheng Zu e a Sociedade das Cinco Armas.

## Outras mídias

### RPGs
Fu Manchu e o Si-Fan aparecem nas aventuras After Midnight, Night Moves e Night Live do RPg Marvel Super Heroes.
O perfil de Shang-Chi no Marvel Multiverse Role-Playing Game é atualizado e menciona que ele é o Comandante Supremo da Sociedade das Cinco Armas.

### Filmes

#### Marvel Cinematic Universe
No filme Shang-Chi e a Lenda dos Dez Anéis (2021), o pai de Shang-Chi é Xu Wenwu, personagem composto por Zheng Zu e o Mandarim. Ele lidera a organização secreta Dez Anéis, que tem semelhanças com a Sociedade das Cinco Armas. Após a morte de Wenwu, os Dez Anéis são liderados por sua filha, Xu Xialing.